# František Ringo Čech
František Ringo Čech, vlastním jménem František Čech, (* 9. července 1943 Praha) je český bubeník, zpěvák, textař, herec, komik, moderátor, politik, publicista, scenárista, dramatik, naivní malíř a spisovatel.

## Životopis
Pochází z rodiny barového hudebníka a písničkáře vídeňského původu Františka Čecha Pražského. Matka (dámská krejčová v domácnosti) tragicky zemřela. Na základní školu chodil s režisérem Janem Bonaventurou a hercem Petrem Křiváčkem. Byl trojkař a potíže měl hlavně s matematikou, zatímco ve slohu byl hodnocen stupněm výborný (gramatiku nicméně nezvládal). Na housle jej marně učil vynikající německý houslista Herbert Berger. Dětství prožil v pražských Radlicích (Křížová ulice), ale i jihočeském Římově a Mladošovicích.
V letech 1959–1963 se v pražské Kovoslužbě (Soukenická ulice) vyučil radiomechanikem a televizním opravářem, přičemž poslední rok pracoval jako vedoucí provozovny. Bubnoval v dixielandových a dechovkových souborech, mj. s Ivanem Mládkem a Ivem Pešákem ve "Storyville jazzu" (1959), a po lekcích legendárního amerického basisty Herberta Warda se stal členem Studijní skupiny tradičního jazzu Pavla Smetáčka. Roku 1963 díky Jaromíru Klempířovi spoluzaložil skupinu Olympic, s nímž poprvé účinkoval v Semaforu ve hře Ondráš podotýká. V Olympicu začal Čech poprvé psát písňové texty.
Na pražské konzervatoři (1963–1965) studoval hru na bicí u profesora Vlasáka, folklór (prof. Pecka), hru na klavír a hru na zobcovou flétnu. V roce 1963, jako člen recesistické skupiny Tataři, strávil čtyři měsíce ve vazbě, podmíněně byl odsouzen za podvracení republiky na tři roky vězení, nicméně v prosinci 1965 odjel do USA s Černým divadlem Jiřího Srnce, kde účinkovala jeho žena Magda, baletka a spolužačka z konzervatoře. Tím skončila i Čechova olympická éra, na jejímž konci byl vyhlášen nejlepším československým beatovým hráčem na bicí.
Z téže doby pochází i umělecké přízvisko Ringo vzniklé na popud Jana Křtitele Sýkory podle bubeníka Beatles Ringa Starra. 
V Las Vegas hrál s divadlem v hotelu Tropicana v revui Follies Bergere a v klubech s předními americkými jazzmany (Buddy Rich, Lionel Hampton, Oscar Peterson. V pamětech Z mého života líčí i kuriózní setkání s Davem Brubeckem). Za Atlantikem účinkoval i v televizi, a to v pořadech The Ed Sullivan Show a Hollywood Palace.[zdroj?]
Domů se Čech vrátil po čtrnácti měsících v únoru 1967 a přivezl si specifický způsob sebeprosazování. Ze špičkových hudebníků sestavil „festivalový“ bigbeatový orchestr Rogers band (Kaplan, Růžek, Sedláček aj.). Zúčastnili se 1. bigbeatového festivalu v Lucerně, ale výraznější úspěch nezaznamenali. V roce 1968 proto Čech a jeho bratr saxofonista Svatopluk ze skupiny odešli. Následující půlrok vydělával Čech po barech a jazzových klubech Západní Evropy se souborem L. Rubeše, po návratu nastoupil do Divadla Semafor, založili s bratrem rockovu skupinu Shut Up, která vyplnila místo po Country Beatu Jiřího Brabce a stala se druhým z divadelních orchestrů. Hráli hlavně v představeních Šimka a Grossmanna (např. Besídka v rašeliništi), ale i jinde vč. sólového představení Jiřího Šlitra Ďábel z Vinohrad a pásma s Rudolfem Roklem Tak co, pane barone!. Zpívali a nahrávali s nimi kupř. Pavel Bobek, Miluška Voborníková, Jiří Helekal a Jiří Grossmann. Již tehdy se Čech uplatnil jako komik (kupř. v klauniádě Othello odpadá aneb Večer u kulečníku).
S kapelou měli už v Semaforu i vlastní zájezdový program s Jiřím Helekalem a v roce 1972 se přejmenovali na Skupinu Františka Ringo Čecha. Tehdy devětadvacetiletý Čech i fakticky skončil s bubnováním a hrál příležitostně pouze na bonga. Začal působit jako speaker a intenzivně skládal písňové texty: tvrdil, že jich za noc po založení kapely vytvořil třicet najednou. Zvláště ty z nich určené pro hudební žánr "bublegum" nazýval městským folklórem a prvobytně pospolnou poezií.
Čech si uchoval po příštích patnáct let pověst "génia nadprodukce" a vedle vlastních zpěváků byl s to zásobovat pěvce napříč pop-scénou vč. jazzrocku i Karla Gotta. Pro Československý rozhlas otextoval i Bachův Quodlibet O neckách. Začínali u něj nejen zmíněný Jiří Helekal, ale i Petr Rezek, Zdeněk Merta nebo Jiří Korn.
Čech psával texty na hity odposlouchané či natočené z rádia Luxembourg a tvořil povídky a básničky pro děti, v dětském časopise Pionýr zveřejňoval seriál humorně vysvětlující význam artefaktů z fotografií nebo jako "Strýček Ringo" parodoval rádce pro mladé. Podobně pokračoval v Mladém světě 27/1977 prózami Z kapsáře strýčka Františka.
S Viktorem Sodomou se Ringo po čtyřech letech rozcházel v některých názorech, kupř. na profesionalizaci: podle rozhovoru v časopise Melodie vnímal klady amatérského přístupu, zatímco Viktor chtěl být absolutním profesionálem. Rozešli se ovšem hlavně pod vlivem Jiřího Schelingera, s nímž Čecha roku 1973 seznámil Pavel Chrastina a jehož Ringo přetáhl Karlu Šípovi ze skupiny Faraon.
Se Skupinou Čech nahrál v sedmdesátých letech i mnohé hity Pavla Bobka (Lásko, mně ubývá sil) a prorazil i v televizi. Začal vymýšlet scénáře a kupř. celý díl svého seriálu Zpívá a hovoří František Ringo Čech napsal ve verších. Moderoval také zábavný program Ring volný a více a více sám zpíval, zpočátku sebeironicky (Brouk pytlík paroduje zpěv některých tehdejších zpěvaček).
V letech sedmdesátých Čech také vystoupil ve filmu Romance za korunu či televizním Na startu je delfín a připravil a nahrál s Jiřím Schelingerem hudbu k libereckému divadelnímu představení hry na motivy Páralovy novely Mladý muž a bílá velryba (1975). Jezdili také díky Františku Janečkovi a producentu Zelenkovi po Evropě. Byli v SSSR a jako předkapela Smokie v Polsku. Čech ale stačil být i rozhlasovým redaktorem Mikrofóra (1975–1978). Z kapely se stáhl ještě před dodnes nevysvětlenou smrtí Jiřího Schelingera v Dunaji 1981, nestihli dotočit album Zemětřesení, které realizovali až Schelingerův mladší bratr Milan a nejúplněji Aleš Brichta. I album František Ringo Čech 1983 však je natočeno s hudebníky skupiny Projektil a taky na něm se nachází písňové ozvuky Zemětřesení.
Figuruje mezi signatáři Anticharty. Podle svých slov na podpisové akci v Redutě byl, ale spolu s Jiřím Schelingerem z ní utekl a Antichartu nepodepsal. Podepsala ji prý za něho a Schelingera "Hrabalova sekretářka". K fotografii, na které stojí s perem v ruce nad podpisovými archy, uvedl "V ruce pero mám, ale nepodepsal jsem se." Na otázku moderátorky k fotce: "Co teda tady děláte?" odpověděl "Nevím". Později dodal, že šlo o podpis prezenční listiny. Existuje také fotka Jiřího Schelingera, o které se tvrdí, že zde přímo podepisuje Antichartu.
Počátkem osmdesátých let začal Čech organizovat(?) a uvádět i rockové festivaly (Beat salón) a několik let jakoby "náhradou za Schelingera" intenzivněji zpíval a vystupoval, nejvíc s karlovarskou skupinou Metronom. Pokračovalo i jeho nehudební působení na poli literárním a v oblasti naivního malířství. Podle vlastního opakovaného tvrzení maluje Čech navzdory částečné barvosleposti. Vydával a vydává nejen naivistické katalogy a kalendáře, nýbrž i pohlednice a lze ho označit i za grafika. K podstatným tématům patří stará Praha a obrazy vždy poutaly jak svébytnými náměty, tak i názvy, z nichž se postupně staly krátké příběhy osvětlující vždy význam kresby.
Roku 1982 přispěl svými texty na desku Straka v hrsti od Pražského výběru. Čech k tomu později řekl: "Je to jedna z nejlepších věcí, na kterých jsem se kdy podílel. Cením si toho stejně jako svých desek s Jiřím Schelingerem. Myslím, že ta nahrávka tehdy byla školou pro všechny mladé rockery." 
V roce 1983 založil Čechovo prozatímní divadlo (později Čechovo prozatímně osvobozené divadlo), ve kterém působil jako autor, umělecký vedoucí, ředitel i herec. Toto zájezdové divadlo s naivisticky laděným humorem mělo navzdory svému názvu slušný úspěch. V roce 1995 byl Čech také krátce ředitelem Divadla v Dlouhé (Divadla Jiřího Wolkera).
V osmdesátých letech hrál i v dalších filmech (televizní Hlavní výhra – role televizního opraváře, koprodukce Jak nakrmit osla, Jak svět přichází o básníky, Opera ve vinici, Písně by neměly umírat – role Jana Nerudy, slovenský film Sedm jednou ranou) a v televizních seriálech (Bakaláři, Dynastie Nováků, jím samým napsaný Třikrát s Wildou).
Čechovy písňové texty "daly názvy" i filmům Což takhle dát si špenát a Hop – a je tu lidoop. S Petrem Novotným dva filmy pro kina také napsal: (Přátelé Bermudského trojúhelníku a Sedm hladových), a pracovali pro televizi (Jeden den v hostinci U klidného spánku). Z recese založili Fanklub peněz, který měl podrobné stanovy šířené formou "péefek".
Po převratu psal Čech i loutkový seriál Gumáci a třináctidílný seriál podle starých českých pověstí Pra pra pra... (2000).
Po sametové revoluci se zapojil do politického života. Od roku 1991 byl Čech nezávislým kandidátem za Klub angažovaných nestraníků, pak přestoupil do ČSSD. V komunálních volbách roku 1994 se stal členem Zastupitelstva hlavního města Prahy za ČSSD. Byl členem Kulturní komise HMP. Ve volbách v roce 1996 byl zvolen do Poslanecké sněmovny za ČSSD (volební obvod Praha). Zasedal zde do roku 1998. Byl členem výboru pro obranu a bezpečnost. Dále byl členem stálé delegace do shromáždění Západoevropské unie v Paříži pro letectví a astronautiku a místopředsedou komise pro kontrolu a využití zpravodajské techniky Policie ČR.
V senátních volbách roku 1998 neúspěšně kandidoval za ČSSD do senátu na Jičínsku. Získal v 1. kole 20 % hlasů a ve 2. kole ho porazil a senátorem se stal občanský demokrat Jiří Liška.
Čech, celoživotní fanoušek klubu SK Slavia Praha a člen jeho výboru, hrál léta za Amforu, než odešel pro neshodu s Karlem Vágnerem. Uplatnil se přitom i jako bavič a fotbalový i hokejový amatérský rozhodčí-klaun.
V devadesátých letech se F. R. Čech přestěhoval z centra Prahy do Modřan a následně na Jíloviště. Věnuje se práci na svých obrazech. Čech uspořádal mnoho desítek výstav a obrazy má v soukromých rukou po celém světě. Université Blaise – Pascal de Clermont – Ferrand reprodukovala obraz Mozart a Sallieri v celosvětovém mozartovském katalogu. Department of Neurology Yale Univ. vlastní také jeho několik obrazů. Roku 1991 se s J. Bémovou a Václavem Sokolem zúčastnil ARt Expo v Convention center v New Yorku.
Má dceru a syna Michaela Čecha, televizního režiséra a svého času realizátora Gumáků (s Davidem Smoljakem).
Dlouhodobě podporuje protiunijní, protiimigrační a obecně antiprogresivní politiku. Ve volbách do Poslanecké sněmovny PČR v roce 2017 byl celorepublikovým lídrem Strany Práv Občanů a lídrem kandidátky v Praze. Strana získala pouze 0,36 procenta hlasů.
Dne 28. října 2015 ho prezident Miloš Zeman vyznamenal medailí Za zásluhy.

## Tvorba

### Výběr z textové tvorby
Natočil asi tisíc dvě stě skladeb evidovaných archivem Českého rozhlasu, podílel se takřka na třech stech audionosičích a napsal na pět set textů. V závorkách většinou uvedeni interpreti, kteří text nazpívali poprvé, a není-li interpret uveden, zpívá většinou sám autor.
- Ahoj, Praho, tak se měj (melodie San Francisco Bay od Smokie a Ch. Normana)
- Alchymista (Schelinger)
- Anna, ó, Anna
- Antonín Pavlata (Mustafa Ibrahim – v originále píseň skupiny Queen)
- Ať jdou dál (Jindřich Vobořil)
- Až mi bude sto (Sodoma)
- Banko, kde jsou prachy mý
- Birmingham (Helekal)
- Blues o bolesti
- Bojím se zubaře (Melen a Spolužáci)
- Brouk Pytlík
- Cesty (Milan Schelinger)
- Cizinec
- Co dělá Indián (píseň zpíval Schelinger, ale nazpívána je pouze Čechem)
- Což takhle dát si špenát (Schelinger)
- Což to není krásné
- Čas (Schelinger)
- Dělám hú (Schelinger a Čech)
- Díky za všechno, mámo má (Schelinger)
- Diskotéka
- Dobrou noc i den (Lukáš Vaculík a Dagmar Veškrnová)
- Dobrý den (To Be Superman) (Čech a Markéta Muchová)
- Dolů větrací trubkou (Korn)
- El Condor pasa
- Galéra
- Gimi det ding (Jiří Grossmann a Miluše Voborníková)
- Hodina H
- Hop – a je tu lidoop (Schelinger)
- Hostina
- Hrabě X (Pražský výběr)
- Chanson d´amour (Jitka Zelenková)
- Chtěl bych
- Já jsem básník – mistr péra
- Já už jdu (Agadou)
- Jahody mražený (Schelinger, později i Čech)
- Jaký jsem byl (Zoobie-Doobie)
- Janie
- Jaro (Schelinger)
- Jede vlak (Gott)
- Jen tiše spát (Sympathy) (Jezinky)
- Ježek se má (Sodoma)
- Jó, já se mám, že je Olda přítel můj (původní, zakázaný text na tutéž hudbu „Byl jednou jeden král“ je vydaný jako Nafta nad zlato)
- Jsem prý blázen jen (Schelinger)
- Kam jít
- Kde jsou dívky, který dřív jsem znal (Helekal)
- Kdo je rád (Running Out) (Helekal) (původně Tremelous)
- Kdo ví (Schelinger)
- Když nám teče do bot (Combo FH a Daniel Fikejz)
- Kluci, držte mě (Helekal)
- Kocour Číro
- Komu se nelení – tomu se ženění (Haťa Paťa) (Pražský výběr)
- Kondor královský (Michal Prokop)
- Krásná neznámá (Petr Rezek)
- Láska ve třech a půl (melodie Norwegian Wood – Norské dřevo od Beatles)
- Lásky klaun (Jiří Hopp) (melodie Tokyo Nights od skupiny Krokus)
- Létáme Franta – já, létáme oba dva (Čech a Schelinger)
- Léto s tebou (Schelinger)
- Lupič Willy (Schelinger)
- Mach a Šebestová (Melen a Spolužáci)
- Malá dívka
- Mám ji rád a jsem jako slepý
- Mám kapsu prázdnou
- Mám už toho dost (Valérie Čižmárová)
- Manekýnka (Pavel Roth)
- Mary, I Must Play (Olympic, melodie Petra Jandy)
- Milostná píseň (Coo-coo-chi-coo) (Sodoma)
- Mlékaři, dolej, platím já (Drobný)
- Moje oči bloudí (Schelinger)
- Můj koníček (Pražský výběr)
- Muž ze Železných hor (Projektil)
- Na Brusel, Vávro
- Nám se líbí (Schelinger)
- Nápoj lásky č. 10 (Gott)
- Né, pětku né (Melen)
- Nebezpečná postava (Olympic)
- Nech mě, mamá (Big Fat Mama) (melodie skupiny Smokie od Ch. Normana)
- Ó, Máňo, jeď
- Ocelový muž (Karel Černoch)
- Olé, olé, olé, olé (The Name Of The Game)
- Parní stroj (Na, Ya, Ta, Ta) (Čech a Sodoma)
- Perníková chaloupka
- Perpetuum mobile (Schelinger)
- Píseň o Americe
- Pláče, pláče fotbal
- Pohřeb přítele (Schelinger)
- Poprvé v Praze (Bronz)
- Poslední fotka (Sagvan Tofi)
- Praha – Bohumín (Abraxas)
- Praví muži zkušení (Schelinger)
- Pražákům, těm je tu hej (Pražský výběr, původní, zakázaný text na tutéž hudbu se jmenuje Protrhla se hráz nad rybníkem)
- Příběh lásky tragický
- Račte, slečno (Gott)
- Raketou na Mars (Věra Špinarová)
- Rallye Praha-Semily
- Romantik (Čech a Karel Kahovec)
- Rybí song (Sodoma)
- S pomocí přátel (Schelinger, též Katapult)
- Sám jsem upad, sám si vstanu (Satisfaction, Rolling Stones)
- Sen (Schelinger)
- Sim-sala-bim (Schelinger)
- Sloní bugy (Schelinger a Helena Maršálková)
- Slyšte můj hlas lahodný
- Smutný holič z Liverpoolu (Olympic)
- Sněhová královna (Karel Kahovec)
- Sníh a mráz (nejprve Sodoma, pak i Schelinger)
- Stalingradská píseň lásky
- Stavros Niarchos – boháč z Jevíčka
- Stojím zpříma (Sodoma)
- Špatný dny (Pavel Roth)
- Šťastné narozeniny
- Šťastný prám (Sodoma)
- Šubidubi sem, šubidubi tam (Barbora Lišková)
- Švihák lázeňský (Schelinger)
- Tak se, hochu, dobře měj (Voborníková)
- Tak už to nejde dál (Miki Volek)
- Temně hučí pec má stará (Patrasová)
- To je starý (Čech a Miroslav Imrich)
- To jsem já (Big Spender)
- Trpaslíci trávou jdou (Sodoma)
- Tygr z Indie (Hunting Tigers Out Of India) (Čech a Sodoma)
- Už mě nelíbej (Schelinger)
- Už není pro mě k mání (Schelinger)
- Vám, madam, růži dám (Korn)
- Vemte to zkratkou
- Věstonická Venuše (Jindřich Vobořil, později Katapult)
- Vinnetou a Tašunko Sapa (Melen a Spolužáci)
- Viva Tonda Mahavišnu
- Vodotěsná ponorka (Sodoma)
- Volný den (Gott)
- Vyskoč, vstávej, k nám se dej (Vondráčková, Gott a Schelinger)
- Záhadnou lásku mám (Gott)
- Zavolejte na ni Sady (Sodoma)
- Zazpívám si ratata (Korn)
- Zdenda Bum bum kanón
- Zelená je tráva (původně hymna FC Chelsea, zpívá sbor vč. Antonína Panenky, Andreje Kvašňáka a Františka Veselého)
- Zemětřesení (Milan Schelinger)
- Znám tisíc důvodů (Schelinger)
- Zpověď nedbalého šoféra (Schelinger, natočeno pod titulem Zpověď)
- Zůstal jsem sám (Are You Lonesome Tonight) (Helekal) (původně Elvis Presley)
- Zuzů (Zoo-Zoo) (Barbora Lišková)
- Žárlivý Kakadu (Sodoma)
- Žlučník si poručit nedá (Luděk Sobota)

### Divadelní hry
- Loupežníci na Chlumu aneb Statečná Bibiána (1985, na motivy hry Jana Nepomuka Štěpánka z roku 1820)
- Dívčí válka (1985, přes 1600 repríz!)
- Smějeme se se Shakespearem aneb Vraždící maniak (1987, podle hry napsal Čech TV seriál Třikrát s Wildou)
- Perníková chaloupka (1987)
- Pravda o zkáze Titaniku (1988)
- Sjezd za vaše peníze (1990)
- Pra pra pra (2000)
- Oheň a voda (2004)
- Na Brusel, Vávro, na Brusel (2004, titul parafrázuje větu z povídky Šimka a Grossmanna Výlet s Lomcovákem Na Plzeň, Vávro, na Plzeň!)
- Po svatbě ráj (?)

### Knihy
- Půl a půl je celá (Albatros 1978, také slovensky, 2. vydání 1985 v nákl. 55 000 výtisků, il. Gabriel Filcík)
- Tvarové hry (Albatros 1980, il. Gabriel Filcík)
- Z mého života (Komise pro tisk a informace ÚV Svazu hudebníků 1983, il. Vladimír Jiránek, původně část na pokračování v Melodii roč. 1981, 1–12, pod titulem Z deníku osamělého běžce)
- Čechovo prozatímní divadlo. Bulletin. Saison 1988/89 (Čechovo prozatímní divadlo 1988)
- Ruský týden (Studio dobré nálady-Kredit 1990, il. Ota Jirák, původně na pokračování v Novém Dikobrazu)
- Ruský týden (2. vydání, Šebek a Pospíšil 1991)
- Dívčí válka (Severočeské nakladatelství 1990, il. Jiří Winter-Neprakta)
- Ringo v Annonci (Carmen 1991, původně na pokračování v časopise Annonce)
- Můj boj (Studio dobré nálady s. r. o, nakladatelství Kredit 1993)
- Ringo (Venkov 1993, doplněno rozhovorem s Janem Czechem, který knihu zřejmě nahrál a převedl to textové podoby)
- Jiří Schelinger: Život a... (Orba 1994, s Milanem Schelingerem a Petrem Bošnakovem, 2. vydání KMa 2003)
- Naivní svět Františka Ringo Čecha (Všeobecná zdravotní pojišťovna České republiky 1994, kalendář)
- Češi a jejich samičky 1 (Arkanum 1995)
- Češky a jejich samci 2 (Jaroslav Ředina 1996)
- Proč ta sova tolik houkala. Hú Is Hú is hú is hú is hú (Eminent, 1998, ISBN 80-85876-72-8,
- Dívčí válka, Eminent, 1999, ISBN 80-85876-82-5,
- Pra pra pra..., Pilsen Press, 1999, ISBN 80-238-6756-3,
- Cucurucuců, Ikar, 2003, ISBN 80-249-0292-3,
- Praha 2006/Prague-Prag-Praga 2006 (PRESCO GROUP 2005, kalendář)
- Ruský týden/Titanic aneb kdo jinému jamu kopá, sám do ní padá, (2 vydání, Ikar – 2007, ISBN 978-80-249-0972-1 – Titanik vyd. 2., Ruský týden vyd. 3., (V Euromedia Group 2.)
- Češi a jejich samičky aneb Češky a jejich samci, Galén, 2007, ISBN 978-80-7262-503-1,
- Obrazy. Výstavní katalog (Divadlo Hybernia 2007)
- Jako Čuk a Gek (Ikar, 2008, s Petrem Novotným, ISBN 978-80-249-1081-9,
- Generace Beatles aneb Rok stárnoucího rockera (Euromedia Group – Ikar, 2012, ISBN 978-80-249-1975-1)
- Generace Beatles aneb Cestou do krematoria (Euromedia Group – Ikar, 2015, ISBN 978-80-249-2910-1)
- Z deníku osamělého běžce 1 / 2012 (Galén, 2016)

Edice Zpíváme s kytarou (výběr). Jde o několik desítek dalších samostatných Čechových publikací v rámci edice i s písněmi jiných textařů obsahující u textů i notové záznamy. Supraphon tyto tiskoviny vydával v nákladu i přes 5000 výtisků až do roku 1985.
- Sim.sala-bim/Píseň mou s sebou vem (sv. 235)
- Zapadákov/V kartách já smůlu mám/Nápoj lásky č. 10 (sv. 240)
- Milostná píseň/Co vítr vzal (sv. 245, 1975)
- Zima, zima, zima, zima/Mlékaři, dolej, platím já/Tam u dvou cest (sv. 266)
- Léto s tebou/Ptají se lidé/Evženie (sv. 273, celé od Čecha)
- Mám už toho dost/Koně vraný/Už se připozdívá (sv. 303, 1977)
- Hvězda stříbrného plátna/Což takhle dát si špenát/Pražské ráno (sv. 325)
- Praví muži zkušení/Mám, co každý má/Mušketýr (sv. 326, 1977)
- Šubidubi sem, šubidubi tam/Poslední deska (sv. 446, 1982)
- Já už jdu/Blíženci (sv. 466, 1983)
- Třešňová nálada/Marathon (sv. 490, 1984, celé od Čecha)
- Maxižárlivá holka/Jó, brácho, měl jsi pravdu (sv. 492, 1984, celé od Čecha)

### Knihy, kde je spoluautorem
- Čtyři hrají rock (Panton 1986, s Jaromírem Tůmou, neuveden, o Olympicu)
- Verše pod osnovou (Panton 1986, písňové texty)
- Karel Gott´78 (Supraphon 1978, písňové texty)
- Příběhy z divokého východu (Riosport-press 1991, s Ivanem Mládkem, jen autorem předmluvy)
- Hádej, kam půjdem na flám (Kredit 1992)
- Kde, kdy a jak knihu nejraději čtu (AZ servis 1993)
- 99 písní Olympicu (BESTIA a MUZIKUS 1994, vč. textů Mary, Nebezpečná postava a Nikdo neotvírá)
- Snídaně s Novou (Forma 1995)
- Jedeme do Anglie (Forma 1996)
- Jiří Schelinger, Jiří Šlitr, Jiří Hrzán (Formát 1998)
- Herci malují (Knižní klub 1999)
- Amfora. Gigant na góly a fóry (Jota 1998, s Jaromírem Tůmou a Petrem Salavou, neuveden)
- Ondřej Suchý: Aluminiový klíček Felixe Holzmanna (MODRÝ STŮL 2006)

### Rozhlasová tvorba
- Pořad Hvězdy vinylu (Český rozhlas Dvojka, od roku 2015)[11]

### Namluvené knižní audionosiče
- Z mého života I, II (Bonton 1990)
- Ruský týden I, II (B a M Music 1995)
- Dívčí válka I, II (B a M Music 1999)
- Češi a jejich samičky (Goja 1999)
- Pra pra pra... (Popron 2004)
- Jako Čuk a Gek 1, 2, 3 (Firma 6P – Petr Novotný 2010)

### Záznam divadelní inscenace na audionosiči
- Dívčí válka (Supraphon 1999)